# Cooleyhighharmony
Cooleyhighharmony là album phòng thu đầu tay của nhóm ca R&B người Mỹ Boyz II Men, được phát hành lần đầu tiên tại Hoa Kỳ vào ngày 14 tháng 2 năm 1991 bởi Motown Records. Phần lớn những bài hát trong album được viết lời bởi những thành viên của Boyz II Men là Nathan Morris, Wanya Morris và Shawn Stockman và được sản xuất bởi Dallas Austin. Album được đặt tên để tri ân một ngôi trường phổ thông tại Chicago, Trường trung học dạy nghề Cooley.
Cooleyhighharmony ra mắt ở vị trí thứ 58 và vươn đến vị trí thứ 3 trên bảng xếp hạng Billboard 200. Nó bao gồm hai đĩa đơn top 5 trên bảng xếp hạng Billboard Hot 100: "Motownphilly" ở vị trí thứ 3 và "It's So Hard to Say Goodbye to Yesterday" ở vị trí thứ 2. Album sau đó đã được phát hành lại trên toàn thế giới vào năm 1992 với những bản phối lại và bao gồm đĩa đơn hit "End of the Road", ban đầu được thu âm cho nhạc phim Boomerang. "End of the Road" đạt vị trí quán quân tại Hoa Kỳ trong 13 tuần liên tiếp, cũng như tại Úc, Vương quốc Anh và nhiều nơi khác. Năm 1993, nó được tái phát hành một lần nữa và bao gồm "In the Still of the Nite (I'll Remember)", một bài hát mà nhóm thực hiện cho nhạc phim The Jacksons: An American Dream và đạt vị trí thứ 3 trên Hot 100.
Trong năm 2009, một phiên bản tái phát hành 2 đĩa đặc biệt của album đã được phát hành, bao gồm những bản phối mới cũng như hai bài hát chưa từng phát hành trước đó. Cooleyhighharmony đã được chứng nhận 9 đĩa bởi Hiệp hội Công nghiệp ghi âm Mỹ (RIAA), công nhận 9 triệu bản đã được tiêu thụ tại Hoa Kỳ. Nó cũng giúp Boyz II Men giành giải Grammy cho Trình diễn song ca hoặc nhóm nhạc giọng R&B xuất sắc nhất trong 2 năm liên tiếp với album và "End of the Road".

## Danh sách bài hát
| Bản gốc (1991)   | Bản gốc (1991)                             | Bản gốc (1991)                                               | Bản gốc (1991)                                | Bản gốc (1991) |
| STT              | Nhan đề                                    | Sáng tác                                                     | Sản xuất                                      | Thời lượng     |
| ---------------- | ------------------------------------------ | ------------------------------------------------------------ | --------------------------------------------- | -------------- |
| 1.               | "Please Don't Go"                          | Nathan Morris                                                | Dallas Austin                                 | 4:26           |
| 2.               | "Lonely Heart"                             | Nathan Morris                                                | Dallas Austin                                 | 3:42           |
| 3.               | "This Is My Heart"                         | Wanya Morris, Shawn Stockman                                 | Dallas Austin                                 | 3:23           |
| 4.               | "Uhh Ahh"                                  | Nathan Morris, Wanya Morris, Michael Bivins                  | Dallas Austin                                 | 3:51           |
| 5.               | "It's So Hard to Say Goodbye to Yesterday" | Freddie Perren, Christine Yarian                             | Dallas Austin                                 | 2:51           |
| 6.               | "Motownphilly"                             | Dallas Austin, Michael Bivins, Nathan Morris, Shawn Stockman | Dallas Austin                                 | 3:55           |
| 7.               | "Under Pressure"                           | Dallas Austin, Nathan Morris                                 | Dallas Austin                                 | 4:13           |
| 8.               | "Sympin'"                                  | Nathan Morris, Shawn Stockman, Dallas Austin                 | Dallas Austin                                 | 4:23           |
| 9.               | "Little Things"                            | Troy Taylor                                                  | The Characters (Troy Taylor & Charles Farrar) | 4:01           |
| 10.              | "Your Love"                                | Troy Taylor                                                  | The Characters                                | 5:50           |
| Tổng thời lượng: | Tổng thời lượng:                           | Tổng thời lượng:                                             | Tổng thời lượng:                              | 40:25          |

| Bản tái phát hành 1993 (Hoa Kỳ) | Bản tái phát hành 1993 (Hoa Kỳ)                                 | Bản tái phát hành 1993 (Hoa Kỳ)                                            | Bản tái phát hành 1993 (Hoa Kỳ)                   | Bản tái phát hành 1993 (Hoa Kỳ) |
| STT                             | Nhan đề                                                         | Sáng tác                                                                   | Sản xuất                                          | Thời lượng                      |
| ------------------------------- | --------------------------------------------------------------- | -------------------------------------------------------------------------- | ------------------------------------------------- | ------------------------------- |
| 1.                              | "Al Final del Camino" (End of the Road - bản tiếng Tây Ban Nha) | Babyface, Antonio "L.A." Reid, Daryl Simmons                               | K. C. Porter                                      | 5:51                            |
| 2.                              | "Please Don't Go"                                               | Nathan Morris                                                              | Dallas Austin                                     | 4:26                            |
| 3.                              | "Lonely Heart"                                                  | Nathan Morris                                                              | Dallas Austin                                     | 3:42                            |
| 4.                              | "This Is My Heart"                                              | Wanya Morris, Shawn Stockman                                               | Dallas Austin                                     | 3:23                            |
| 5.                              | "Uhh Ahh" (bản tiếp nối)                                        | Nathan Morris, Wanya Morris, Michael Bivins                                | Boyz II Men, Fred Jenkins                         | 4:15                            |
| 6.                              | "It's So Hard to Say Goodbye to Yesterday"                      | Freddie Perren, Christine Yarian                                           | Dallas Austin                                     | 2:48                            |
| 7.                              | "In the Still of the Night (I'll Remember)"                     | Fred Parris                                                                | Boyz II Men                                       | 2:51                            |
| 8.                              | "Motownphilly" (phối lại - Radio chỉnh sửa)                     | Dallas Austin, Michael Bivins, Nathan Morris, Shawn Stockman               | Camille Hinds, Steve Jervier, Paul Jervier        | 3:59                            |
| 9.                              | "Under Pressure"                                                | Dallas Austin, Nathan Morris                                               | Dallas Austin                                     | 4:13                            |
| 10.                             | "Sympin'" (phối lại - Radio chỉnh sửa)                          | Dallas Austin, Nathan Morris, Shawn Stockman, Michael Bivins, Wanya Morris | Rico Anderson                                     | 3:59                            |
| 11.                             | "Little Things"                                                 | Troy Taylor                                                                | The Characters                                    | 4:01                            |
| 12.                             | "Your Love"                                                     | Troy Taylor                                                                | The Characters                                    | 5:50                            |
| 13.                             | "Motownphilly" (bản album gốc)                                  | Dallas Austin, Michael Bivins, Nathan Morris, Shawn Stockman               | Dallas Austin                                     | 3:55                            |
| 14.                             | "Sympin'" (bản album gốc)                                       | Nathan Morris, Shawn Stockman, Dallas Austin                               | Dallas Austin                                     | 4:23                            |
| 15.                             | "Uhh Ahh" (bản album gốc)                                       | Nathan Morris, Wanya Morris, Michael Bivins                                | Dallas Austin                                     | 3:51                            |
| 16.                             | "It's So Hard to Say Goodbye to Yesterday" (bản trên radio)     | Freddie Perren, Christine Yarian                                           | Rex Salas, Boyz II Men                            | 3:06                            |
| 17.                             | "End of the Road"                                               | L.A. Reid, Babyface, Daryl Simmons                                         | L.A. Reid, Babyface, Daryl Simmons(đồng sản xuất) | 5:50                            |
| Tổng thời lượng:                | Tổng thời lượng:                                                | Tổng thời lượng:                                                           | Tổng thời lượng:                                  | 64:23                           |

### Bản tái phát hành (2009)
| Đĩa 1 | Đĩa 1                                                           | Đĩa 1              | Đĩa 1      |
| STT   | Nhan đề                                                         | {{{extra_column}}} | Thời lượng |
| ----- | --------------------------------------------------------------- | ------------------ | ---------- |
| 1.    | "Please Don't Go"                                               |                    | 4:26       |
| 2.    | "Lonely Heart"                                                  |                    | 3:42       |
| 3.    | "This Is My Heart"                                              | Daryl Simmons      | 3:23       |
| 4.    | "Uhh Ahh"                                                       | Dallas Austin      | 3:51       |
| 5.    | "It's So Hard to Say Goodbye to Yesterday"                      |                    | 2:51       |
| 6.    | "Motownphilly"                                                  |                    | 3:55       |
| 7.    | "Under Pressure"                                                |                    | 4:13       |
| 8.    | "Sympin'"                                                       |                    | 4:23       |
| 9.    | "Little Things"                                                 |                    | 4:01       |
| 10.   | "Your Love"                                                     |                    | 5:50       |
| 11.   | "End of the Road"                                               |                    | 5:50       |
| 12.   | "In the Still of the Night (I'll Remember)"                     |                    | 2:51       |
| 13.   | "Uhh Ahh" (bản tiếp nối)                                        |                    | 4:15       |
| 14.   | "Motownphilly" (phối lại - Radio chỉnh sửa)                     |                    | 3:59       |
| 15.   | "Sympin'" (phối lại - Radio chỉnh sửa)                          |                    | 3:59       |
| 16.   | "It's So Hard to Say Goodbye to Yesterday" (bản radio)          |                    | 3:06       |
| 17.   | "Al Final del Camino" (End of the Road - bản tiếng Tây Ban Nha) |                    | 5:51       |

| Đĩa 2 | Đĩa 2                                                                 | Đĩa 2      |
| STT   | Nhan đề                                                               | Thời lượng |
| ----- | --------------------------------------------------------------------- | ---------- |
| 1.    | "Just A Cover" (chưa từng phát hành trước đó)                         | 5:24       |
| 2.    | "Can't Be Liked" (chưa từng phát hành trước đó)                       | 5:50       |
| 3.    | "Motownphilly" (bản 12")                                              | 5:39       |
| 4.    | "Motownphilly" (bản 12" Dub)                                          | 4:09       |
| 5.    | "Motownphilly" (Quiet Storm phối)                                     | 4:06       |
| 6.    | "Under Pressure" (Groovy phối lại - chưa từng phát hành tại Hoa Kỳ.)  | 6:23       |
| 7.    | "Under Pressure" (bản phối mở rộng - chưa từng phát hành tại Hoa Kỳ.) | 6:32       |
| 8.    | "Sympin'" (phối lại)                                                  | 5:00       |
| 9.    | "Sympin'" (Remix - Radio chỉnh sửa không gồm đoạn rap)                | 4:17       |
| 10.   | "Uhh Ahh" (phối lại)                                                  | 4:50       |
| 11.   | "Uhh Ahh" (bản tiếp nối - với cô gái Pháp)                            | 4:50       |
| 12.   | "Uhh Ahh" (bản tiếp nối - Acappella)                                  | 4:50       |
| 13.   | "It's So Hard to Say Goodbye to Yesterday" (bản phúc âm)              | 4:15       |

## Xếp hạng
| Bảng xếp hạng (1991–1993)                | Vị trí cao nhất |
| ---------------------------------------- | --------------- |
| Album Úc (ARIA)                          | 4               |
| Album Áo (Ö3 Austria)                    | 39              |
| Canada (RPM)                             | 11              |
| Album Hà Lan (Album Top 100)             | 16              |
| Châu Âu (Top 100)                        | 30              |
| Pháp (SNEP)                              | 20              |
| Đức (Offizielle Top 100)                 | 38              |
| Nhật Bản (Oricon)                        | 91              |
| Album New Zealand (RMNZ)                 | 4               |
| Album Thụy Điển (Sverigetopplistan)      | 35              |
| Album Anh Quốc (OCC)                     | 7               |
| Album Hoa Kỳ Billboard 200               | 3               |
| Album Hoa Kỳ Top R&B/Hip-Hop (Billboard) | 1               |
| Zimbabwe                                 | 3               |

| Bảng xếp hạng (1991)                  | Vị trí |
| ------------------------------------- | ------ |
| US Billboard 200                      | 27     |
| US Top R&B/Hip-Hop Albums (Billboard) | 13     |
| Bảng xếp hạng (1992)                  | Vị trí |
| UK Albums (OCC)                       | 83     |
| US Billboard 200                      | 12     |
| US Top R&B/Hip-Hop Albums (Billboard) | 10     |
| Bảng xếp hạng (1993)                  | Vị trí |
| Australian Albums (ARIA)              | 24     |
| New Zealand (Recorded Music NZ)       | 15     |
| US Billboard 200                      | 53     |
| US Top R&B/Hip-Hop Albums (Billboard) | 43     |

| Bảng xếp hạng (1990–1999) | Vị trí |
| ------------------------- | ------ |
| US Billboard 200          | 45     |

| Bảng xếp hạng    | Vị trí |
| ---------------- | ------ |
| US Billboard 200 | 129    |

## Chứng nhận
| Quốc gia                                                                           | Chứng nhận  | Số đơn vị/doanh số chứng nhận |
| ---------------------------------------------------------------------------------- | ----------- | ----------------------------- |
| Úc (ARIA)                                                                          | 2× Bạch kim | 140.000^                      |
| Canada (Music Canada)                                                              | Bạch kim    | 100.000^                      |
| Nhật Bản (RIAJ)                                                                    | Vàng        | 100.000^                      |
| New Zealand (RMNZ)                                                                 | Bạch kim    | 15.000^                       |
| Anh Quốc (BPI)                                                                     | Vàng        | 100.000^                      |
| Hoa Kỳ (RIAA)                                                                      | 9× Bạch kim | 9.000.000^                    |
| * Chứng nhận dựa theo doanh số tiêu thụ. ^ Chứng nhận dựa theo doanh số nhập hàng. |             |                               |